# Papilio glaucus
Papilio glaucus là một loài bướm thuộc họ Bướm phượng (Papilionidae). 
Loài Papilio glaucus được mô tả năm 1758 bởi Linnaeus. Loài bướm Papilio glaucus sinh sống ở  miền đông Hoa Kỳ từ nam Vermont đến Florida phía tây đến đông Texas và Đại Bình nguyên Bắc Mỹ. It is common throughout its range, Đây là loài phổ biến trong phạm vi của nó, mặc dù là hiếm ở miền Nam Florida và không có Florida Keys Năm 1932, một mẫu vật đã được thu thập ở Hạt Wicklow, Ireland. Nó được cho là đã được du nhập một cách ngẫu nhiên từ Bắc Mỹ. P. glaucus có thể được tìm thấy gần như bất cứ nơi nào rừng rụng lá xuất hiện. Môi trường sống thường gặp bao gồm rừng cây, đồng ruộng, sông, lạch, lề đường và vườn. Nó sẽ đi lạc vào các công viên đô thị và sân trong thành phố. Vì chúng thích nghi với nhiều môi trường sống khác nhau và cây ký chủ, P. glaucus là một loài nhất thời, và không bị coi là bị đe dọa.
Các loài cây chủ loài bướm này sinh sống bao gồm:
- Prunus serotina
- Tần bì, các loài Fraxinus
- Cottonwood, Populus
- Ptelea trifoliata
- Syringa vulgaris
- Magnolia virginiana
- Liriodendron tulipifera
- Các loài Salix[11]

## Hình ảnh

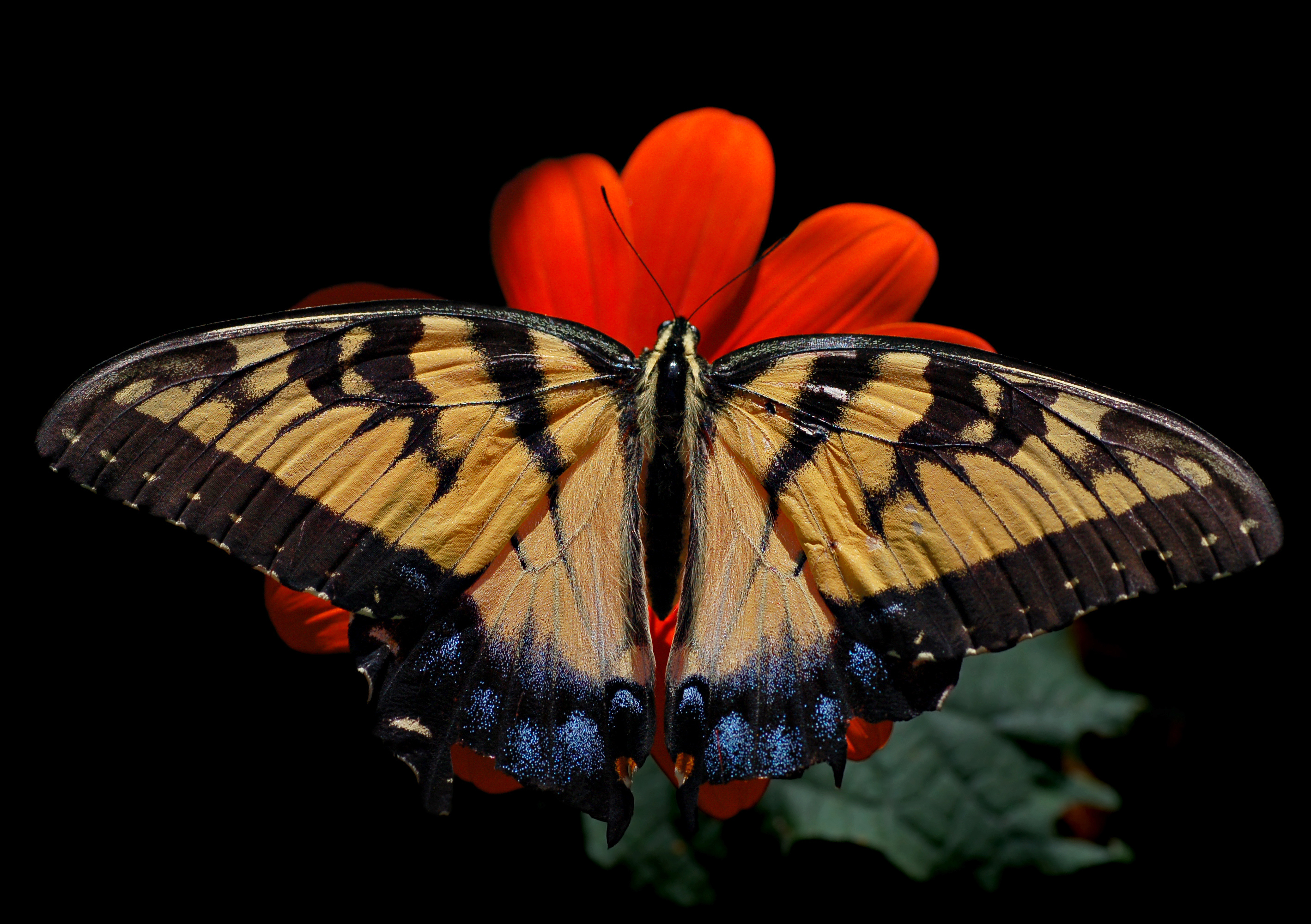
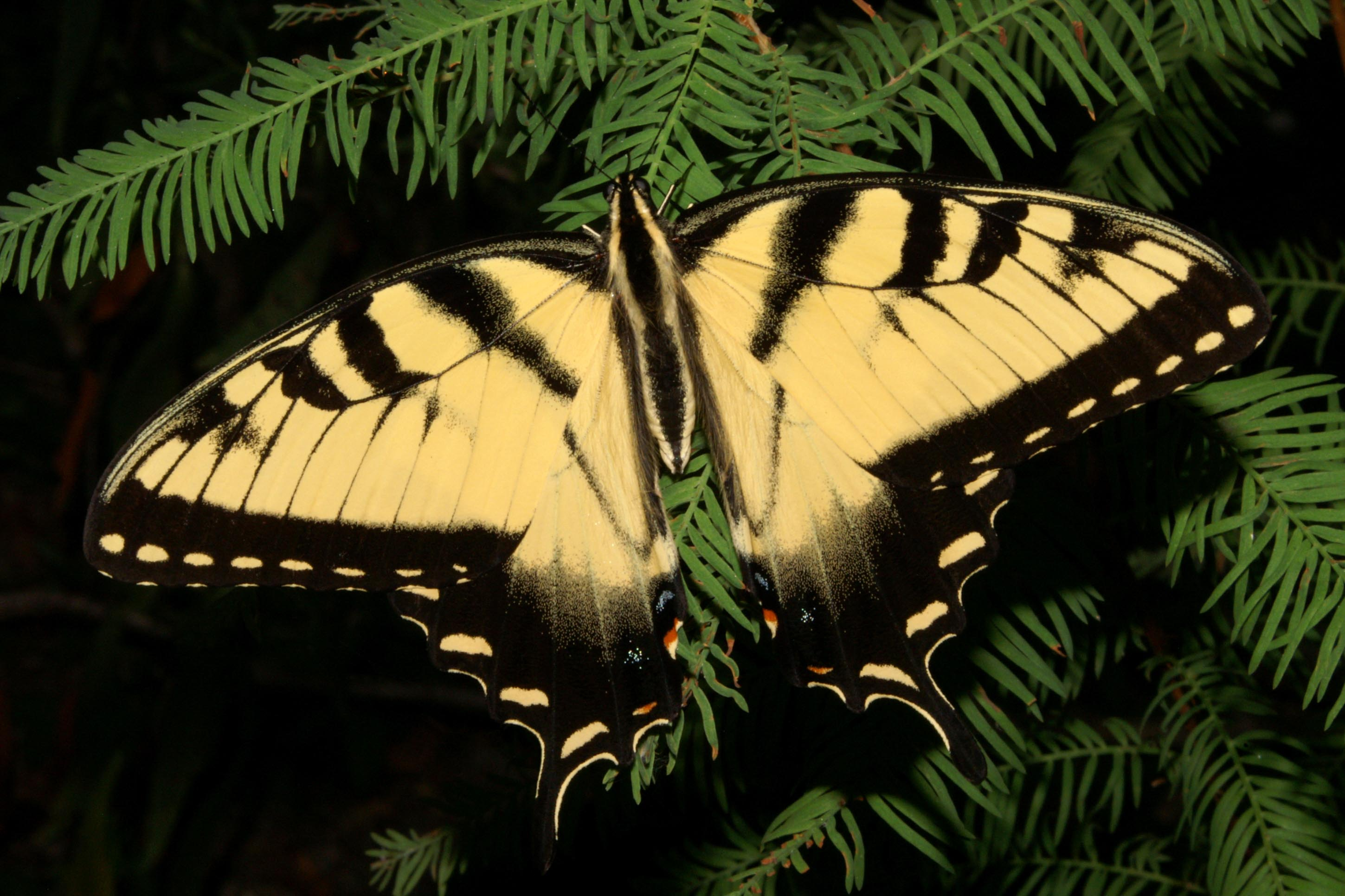
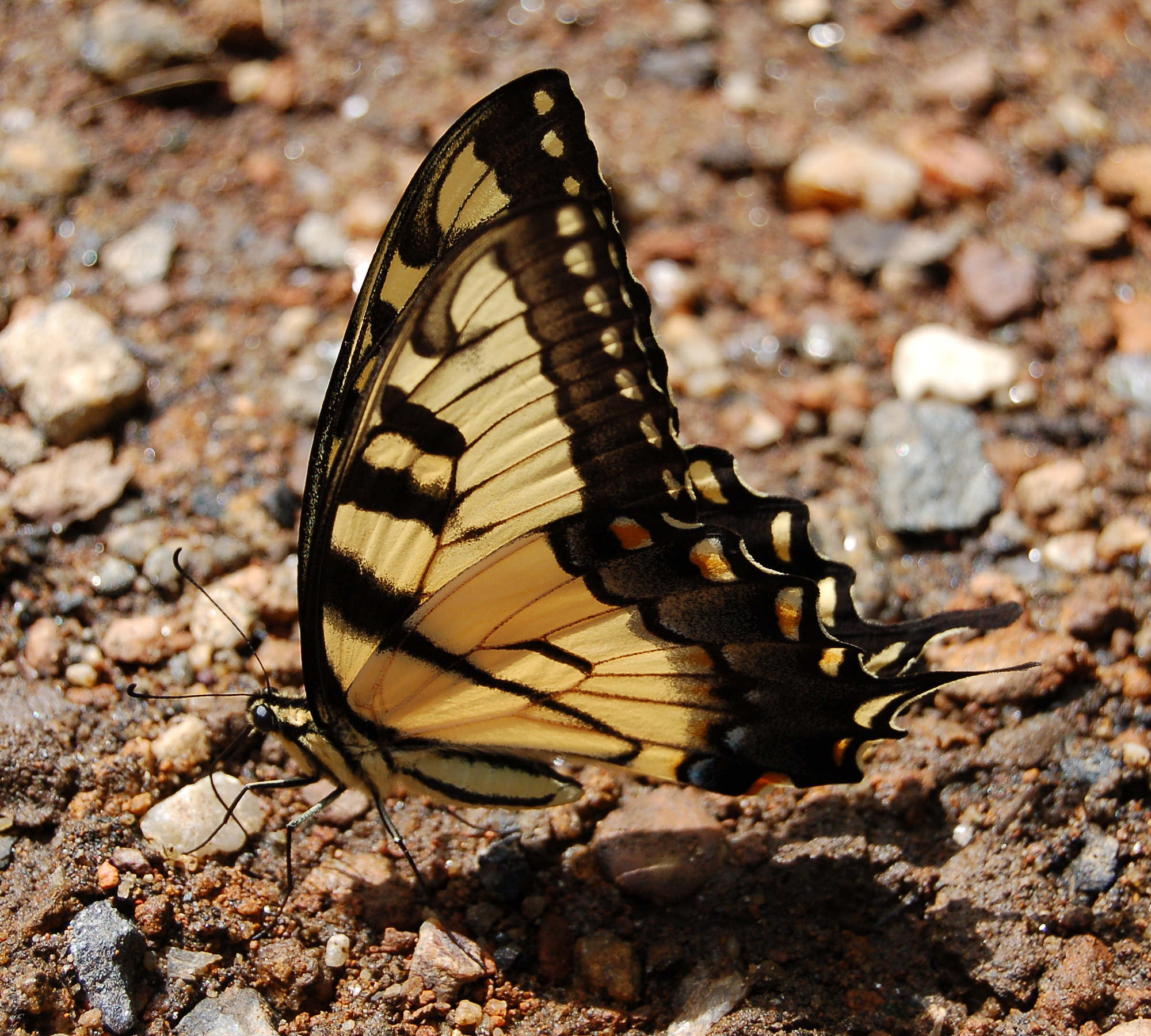
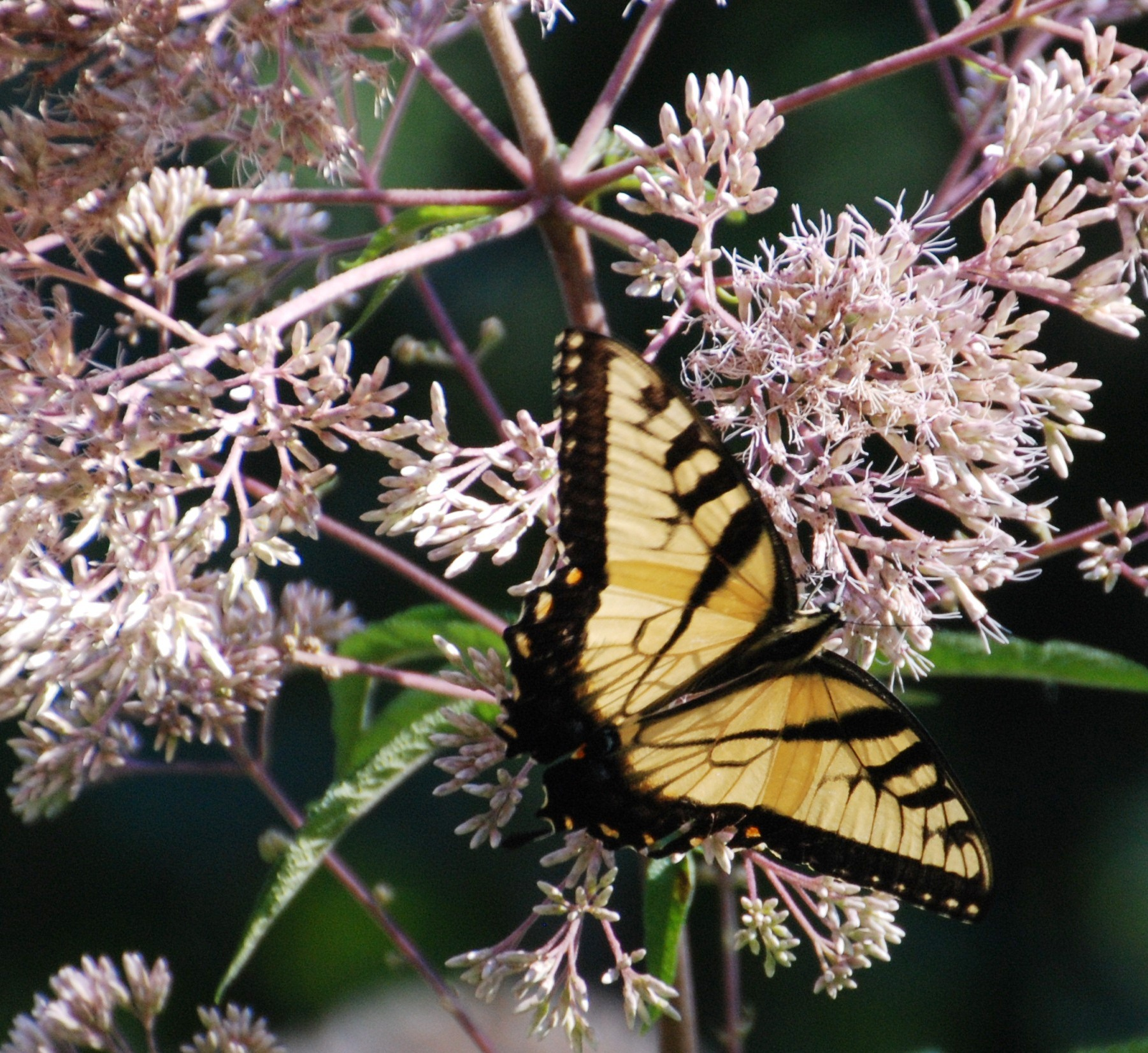
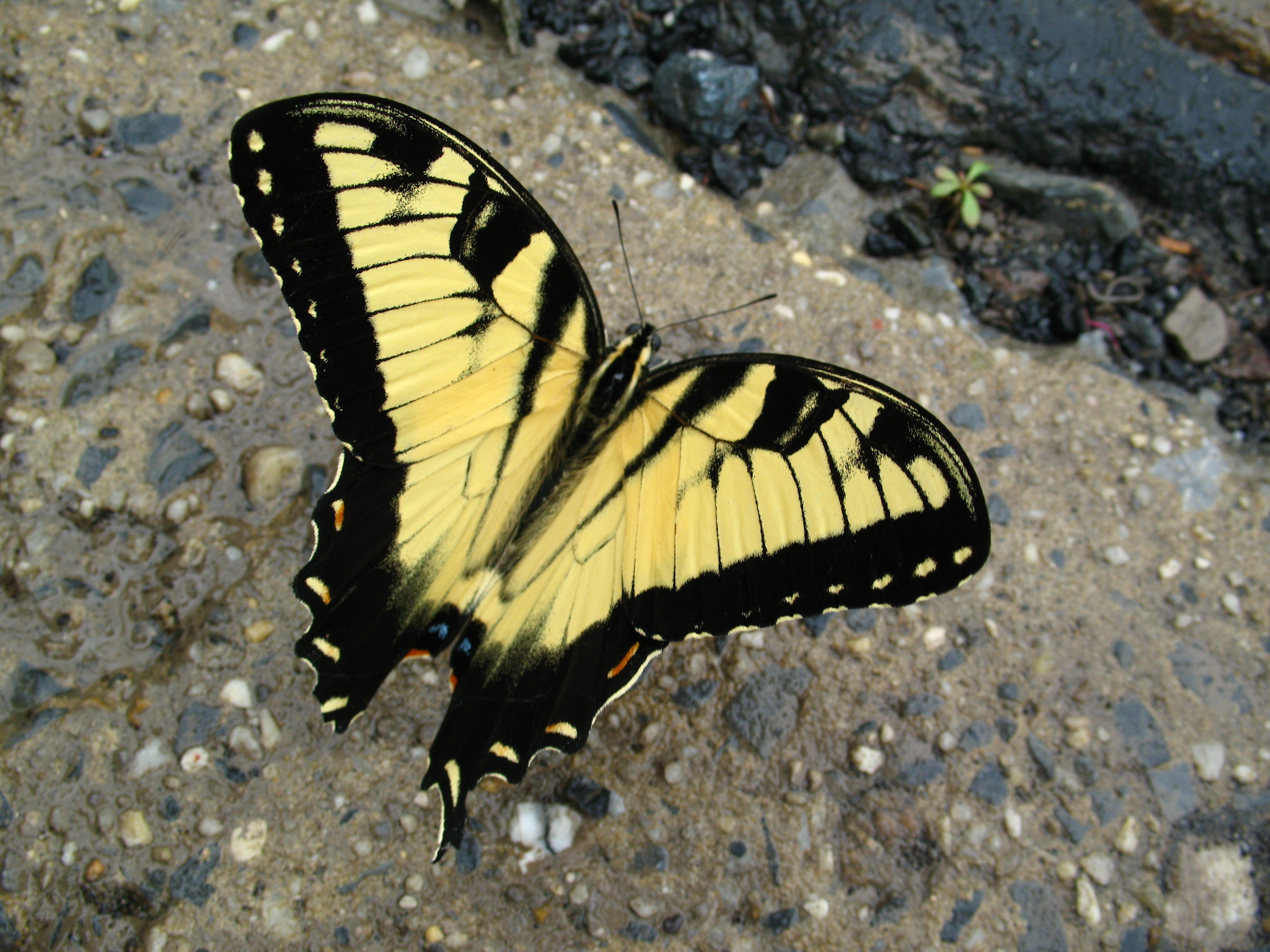